# Резолюция Совета Безопасности ООН 958
Резолюция Совета Безопасности Организации Объединённых Наций 958 (код — S/RES/958), принятая 19 ноября 1994 года, сославшись на все резолюции по ситуации в бывшей Югославии, включая резолюцию 836 (1993), совет, действуя на основании главы VII Устава ООН, определил, что ситуация в бывшей Югославии продолжает представлять угрозу международному миру и безопасности, и, поддерживая Силы ООН по защите (UNPROFOR), санкционировал применение государствами-членами воздушных ударов в Хорватии в дополнение к Боснии и Герцеговине, чтобы UNPROFOR мог выполнить свой мандат.